# Punta Esfinge
Punta Esfinge är en udde i Antarktis. Den ligger på Nelson Island i Sydshetlandsöarna. Argentina, Chile och Storbritannien gör anspråk på området.
Terrängen inåt land är kuperad österut, men åt nordväst är den platt. Havet är nära Punta Esfinge västerut. Trakten är glest befolkad. Närmaste befolkade plats är Escudero Station, 15,2 kilometer nordost om Punta Esfinge.